# Valdemar Ier (roi de Danemark)
Pour les articles homonymes, voir Valdemar.
Valdemar Ier de Danemark (1131 - 12 mai 1182), également connu sous le nom de Valdemar le Grand, a régné sur le Danemark de 1154 à 1182. Ce souverain a rétabli l'ordre et la prospérité au Danemark.

## Origine et enfance
Son père, Canut ou Knud Lavard, chevalier et prince danois très populaire, fils légitime du roi Éric Ier de Danemark, est assassiné huit jours avant sa naissance sur ordre de Magnus le Fort, fils du roi Niels. Sa mère, Ingeborg, fille de Mstislav Ier, le prénomme en mémoire de son grand-père, Vladimir II Monomaque de Kiev. Héritier du trône et alors que ses rivaux gagnaient en pouvoir, il est élevé à la cour d’Asser Rig de Fjenneslev avec le fils d’Asser, Absalon, qui devient par la suite son homme de confiance[réf. nécessaire].

## Le prétendant
À seize ans, il doit faire face à une guerre civile déclenchée par l'abdication d'Éric III de Danemark. Ses rivaux prétendants au trône sont alors Sven dit ensuite Grathe ou Sven III de Danemark (fils d’Éric II Emune) qui règne sur la Seeland et Knut V de Danemark (fils de Magnus le Fort et petit-fils de Niels de Danemark) qui contrôle le Jutland. La guerre civile dure une dizaine d’années. Valdemar se range d'abord dans le camp de Sven III contre Knut V. En 1152, avec ses alliés de la famille Hvide, il décide de rejoindre le camp de Knut V avec qui il se proclame corégent en 1154. Cette alliance entraine à terme la défaite de Sven III. Ce dernier est contraint de négocier le partage du royaume en trois. Valdemar regagne son fief du Jutland et en 1157, Sven III organise en Scanie un grand banquet de réconciliation en l’honneur de Knut, Absalon et Valdemar, dans le but réel de se débarrasser de ses rivaux. Le roi Knut V y est tué mais Absalon et Valdemar s’échappent et Sven lance alors une invasion mais est vaincu à la bataille de Grathe (en) en 1157, près de Viborg, par les troupes de Valdemar. Il est dit que Sven est surpris et tué dans un marais par un groupe de paysans, durant la retraite, alors qu’il quittait le champ de bataille de Grathe. Ayant survécu à tous ses rivaux, Valdemar succède à Sven III et devient seul souverain du Danemark[réf. nécessaire].

## Le roi

### Relations avec les princes allemands
En 1158, il s'engage sans difficulté à prêter serment de fidélité à Frédéric Barberousse dès son retour d'Italie. Lors de la double élection pontificale de 1159, il reconnaît Victor IV le chancelier et candidat de Frédéric. Valdemar se montre ensuite ferme envers ce même empereur, à la diète impériale de Dole en septembre 1162, Frédéric Ier s'engage à l'aider dans son combat contre les slaves mais Valdemar Ier lui rend l'Hommage féodal sans toutefois accepter de le servir personnellement ou à lui fournir des troupes. Entre 1160 et 1170, il fortifie le Danewirk pour se prémunir d'une invasion terrestre rapide par le sud mais il donne à l'empereur allemand des gages de fidélité pacifique et guerrière, en particulier en lui accordant l'appui de sa flotte puissante pour châtier la cité de Lübeck révoltée. La même année 1162, le comte Adolphe II de Holstein lui jure fidélité et se reconnaît son vassal[réf. nécessaire].
Le 24 juin 1171, Valdemar rencontre Henri le Lion sur l'Eider il lui accorde la moitié du butin fait à Rügen en 1169 ainsi que la moitié des impôts à percevoir sur les habitants. Une union est prévue entre une fille du duc, Gertrude et un fils du roi.  Après la chute de son allié Henri le Lion en 1180, Valdemar Ier signe un traité en juillet 1181 avec Frédéric Barberousse, qui prévoit l'union d'une fille du roi avec Frédéric de Souabe, le second fils de l'empereur, et le versement d'une dot de 4 000 marks[réf. nécessaire].

### Les Wendes
C'est également en 1158 qu'Absalon est élu évêque de Roskilde et Valdemar en fait son conseiller principal. Il réorganise et reconstruit le Danemark, déchiré par des années de guerre civile. Allié au princes d'Allemagne et de concert avec l'évêque de Roskilde, il engage une lutte contre la piraterie des Wendes, plus précisément des Ranes de l'île de Rügen. Dès juillet 1158, il conclut un accord avec le duc de Saxe Henri le Lion qui s'engage à lutter contre la piraterie contre versement d'un subside de 1000 marcs d'argent. Deux ans plus tard l'accord se transforme en alliance pour une guerre aux Wendes sur la terre pour le duc de Saxe et par mer pour les Danois. Valdemar conclut d'abord une alliance avec les princes de Rügen qui contrôlent l'île et sur les côtes de Poméranie la région arrosée par la rivière Peene (dite Circapanie) qui renonce aux hostilités et accepte de l'assister. Ce combat s'associe à une christianisation radicale des rivages danois et des confins accessibles de la mer Baltique. Il s'agit d'effacer les vestiges du paganisme. Valdemar abat l'idole de Svantevit, abolit le culte de Hertha ou Erda ou encore Nertha, çà et là pratiqué au retour du printemps, et s'efforce de convertir les derniers « barbares païens ». À l’initiative d’Absalon, il déclare la guerre au duc de Poméranie et s'empare de l’île de Rügen en mer Baltique. En 1168, Kap Arkona, Julin ou Jomsbourg sont pris d’assaut et les Wendes sont soumis puis christianisés. Intégrés dans le diocèse de Roskilde, ils seront soumis à l'impôt et devront participer aux guerres du roi de Danemark mais peuvent conserver leurs princes.
En 1179 Valdemar conclut un traité avec les ducs de Poméranie Bogusław et Casimir qui renoncent à la piraterie, lui cèdent la « Circapanie » et paient un tribut de 2000 marks[réf. nécessaire].

### Conflits internes
Dès le début de son règne, Valdemar entame une longue lutte contre l'archevêque de Lund Eskil, grégorien déclaré et ses partisans. Toutefois, dès la mort de Victor IV, il reconnaît Alexandre III qui scelle la bulle de canonisation de son père. Il met à profit la cérémonie du 25 juin 1170 à Ringsted en présence de l'archevêque Eskil de Lund, de l'évêque d'Oslo et de l'archevêque d'Upsal pour faire couronner roi son fils Knut né en 1162 qui avait déjà été proclamé héritier comme souverain associé de son père[réf. nécessaire].
Valdemar doit également faire face aux ambitions des nombreux princes de la famille royale notamment Buris Henriksen et à son frère Knud qui s'étaient rangés de son côté pendant la guerre civile, aux frères Knud et Karl Karlsen, petit-fils de Cecilia une fille du roi Knud IV de Danemark, ainsi que Magnus Eriksen, un fils illégitime d'Éric III de Danemark.  Les troubles recommencent cependant en 1170, et Magnus Eriksen et Buris Henriksen duc de Jutland-du-Sud doivent être emprisonnés. Libérés, Magnus Eriksen se révolte en 1176 puis se réfugie en Saxe et Knud et Karl Karlsen en Suède. Ils tentent un nouveau soulèvement en 1178, Magnus et Knud sont emprisonnés et Karl tué par des paysans. Plusieurs parents du vieil archevêque Eskil de Lund ayant été mêlés à ces complots, ce dernier très impressionné par ces événements décide de se retirer en 1177 à Clairvaux. Le roi Valdemar Ier le convainc alors de désigner aux Scaniens, Absalon pour lui succéder. Un légat pontifical vient lui remettre en 1178 le pallium d'archevêque de Lund, bien qu'il conserve en même temps également l'évêché de Roskilde, contrairement à toutes les règles canoniques.

### La Norvège
En 1161/1162, Valdemar Ier avait accordé son aide au noble norvégien Erling Skakke pour imposer sur le trône son fils Magnus V face à  son rival Håkon II Sigurdsson contre la promesse de la reconnaissance de la suzeraineté danoise sur le Viken. En 1170, après une expédition d'intimidation des forces danoises dans le sud de la Norvège, Erling doit se rendre lui-même au Danemark signer un traité qui reconnaît cette vassalité. Il s'engage en outre à fournir 60 vaisseaux au roi Valdemar Ier en cas de conflit et si son propre fils meurt sans descendance à favoriser l'élévation au trône de Norvège de Valdemar, le second fils du roi de Danemark[réf. nécessaire].

### Conclusions
Valdemar réussit à imposer une monarchié héréditaire danoise consacrée par l'église. Il est aussi un roi législateur. Il édite les lois de Scanie et de Sélande, dont les bases sont encore en vigueur au XIXe siècle. Initiée sous son règne, l'expansion du Danemark, atteint son apogée sous le règne de son second fils, Valdemar II de Danemark. Valdemar Ier meurt le 12 mai 1182 : il est inhumé dans l’église Saint-Bendt à Ringsted près de son père. Son fils aîné Knut VI de Danemark prend sa succession sur le trône mais c'est de fait l'archevêque Absalon qui dirige le pays[réf. nécessaire].

## Union et postérité
En cette même année 1157, il épouse Sophie de Polock (1141-1198), fille du viking Volodar, prince de Polotsk et de Richiza de Pologne. Ils ont pour enfants :
- Sophie, (1159 –1208), mariée au comte Siegfried III de Weimar-Orlamünde, Orlamünde étant un futur composant du duché de Saxe-Altenbourg ;
- Canut ou Knut VI de Danemark (1163-1202) ;
- Valdemar II de Danemark le Victorieux (1170-1241) ;
- Ingeburge (1175-1236), mariée à Philippe-Auguste, roi de France.
- Hélène de Danemark (1180-1233), qui épouse Guillaume de Lunebourg ;
- Margareta et Maria, nonnes à Roskilde ;
- Richeza (décédée en 1220), mariée à Éric X de Suède ;

De sa relation avec sa maitresse Tove nait son fils illégitime, Christophe Valdermarsen (vers 1150-1173), fait duc de Sud-Jutland[réf. nécessaire].